# جيك بيكينغ
جيك بيكينغ (من مواليد 2 مارس 1991) هو ممثل أمريكي. اشتهر بتمثيله لدور روك هيدسون في سلسلة نتفلكس هووليود (2020) ، التي أنتجها ريان مورفي .  وهو معروف أيضًا بلعب دور شون كوليير في يوم باتريوتس (2016).  
ولد جيك بيكينغ في ألمانيا ، حيث كان والده عضوًا في جيش الولايات المتحدة من ويست بوينت ، متمركزًا وقت ولادته (وفقًا لمصادر أخرى في ولاية ماساتشوستس الأمريكية). ومع ذلك ، نشأ في بوسطن ، ماساتشوستس .  في جامعة نيويورك ، كان بيكينج في فريق هوكي الجليد في نيويورك.  ترك كلية إدارة الأعمال بعد عام لأنه كان مهتمًا أكثر بالتمثيل ومشاريع أفلام الطلاب.  كلاعب هوكي الجليد ، ظهر بيكينغ في إعلان دوري الهوكي الوطني قبل مسيرته التمثيلية.
بيكينغ بدأ مع التمثيل في المدرسة الثانوية عندما شجعه مدرس الرياضيات على القيام بذلك. في وقت لاحق ، أخذ دروسًا في التمثيل مع وكيلة التمثيل كارولين بيكمان التي أخرجت بن أفليك ومات ديمون من بين رعاياها. شجعت بيكينغ للاتجاه نحو مهنة التمثيل.

## الأعمال

### الأفلام
| عام  | عنوان                | وظيفة            | ملاحظات |
| ---- | -------------------- | ---------------- | ------- |
| 2013 | الطريق طريق العودة   | تشاد             |         |
| 2016 | الجد القذر           | كودي             |         |
| 2016 | ماعز                 | ديكسون رولي      |         |
| 2016 | يوم الوطنيين         | شون كولير        |         |
| 2017 | فقط الشجعان          | أنتوني روز       |         |
| 2018 | الحاصرات             | كيلر             |         |
| 2018 | سيكاريو: يوم سولدادو | شون              |         |
| 2020 | فتاة الحصان          | بريان            |         |
| 2021 | توب غان: المنشق      | رون سلايدر كيرنر |         |

### المسلسلات
| عام  | عنوان         | وظيفة      | ملاحظات       |
| ---- | ------------- | ---------- | ------------- |
| 2013 | أيرونسايد     | نيت        | طيار          |
| 2014 | خلاص          | نوح طومسون | فيلم تلفزيوني |
| 2014 | مطاردة الحياة | شون        | 2 حلقة        |
| 2020 | هوليوود       | روك هدسون  | دور أساسي     |

## روابط خارجية
- جيك بيكينغ في قاعدة بيانات الأفلام على الإنترنت
- جيك بيكينغ على إنستغرام